# Ángel Portaluppi
Ángel Portaluppi (ur. 14 kwietnia 1898) – paragwajski piłkarz, bramkarz, a także tenisista, w tym reprezentant kraju w Pucharze Davisa.
W 1917 roku razem z klubem Club Libertad zdobył tytuł mistrza Paragwaju.
Wziął udział w turnieju Copa América 1921, gdzie Paragwaj zajął ostatnie, czwarte miejsce. Portaluppi bronił bramki w dwóch meczach - z Urugwajem (stracił bramkę) i Brazylią (stracił 3 bramki). W meczu z Argentyną na pozycji bramkarza wystąpił Manuel Radice.